# سوني كونا
سوني كونا (بالإنجليزية: Albert "Sonny" Cunha)‏ هو ملحن أمريكي، ولد في 1879، وتوفي في 1933.